# Squatina oculata
Lo squatina oculata Bonaparte, 1840, appartiene al genere Squatina ed alla famiglia Squatinidae.

## Areale
Vive nell'Oceano Atlantico orientale tra le latitudini 47°N e 28°S, più precisamente lungo le coste dell'Africa, nelle acque del Marocco, del Senegal, fino all'Angola e nelle acque dell'intero Mar Mediterraneo. È assente nel Mar nero.

## Habitat
Vive generalmente su fondali sabbiosi e/o fangosi, ad un profondità compresa tra i 20 e i 560 metri, anche se più comunemente tra i 50 e i 100 metri.

## Descrizione
Le dimensioni massime registrate sono di 158 cm. I maschi raggiungono la maturità sessuale ad una lunghezza di 140 cm. Secondo i dati del IUCN è prossima al rischio di estinzione avendo una popolazione in diminuzione.

## Riproduzione
Si tratta di una specie ovovivipara.

## Alimentazione
Si nutrono principalmente di piccoli squali e di carangidi.

## Interazioni con l'uomo
Vengono accidentalmente catturate dalle reti da traino e altri metodi di pesca artigianale.